# Amietia angolensis
Espèce
Synonymes
- Rana angolensis Bocage, 1866
- Rana nyassae Günther, 1893 "1892"
- Rana nutti Boulenger, 1896
- Rana chapini Noble, 1924
- Afrana angolensis (Bocage, 1866)

Statut de conservation UICN

 LC  : Préoccupation mineure
Amietia angolensis est une espèce d'amphibiens de la famille des Pyxicephalidae.

## Répartition
Cette espèce se rencontre jusqu'à environ 3 100 m d'altitude en Afrique du Sud, en Angola, au Botswana, au Burundi, en Érythrée, en Éthiopie, au Kenya, au Lesotho, au Malawi, au Mozambique, en Namibie, en République démocratique du Congo, au Rwanda, au Swaziland, en Tanzanie, en Ouganda, en Zambie et au Zimbabwe.

## Description
Afrana angolensis mesure environ 90 mm pour les femelles. Son dos est brun clair habituellement taché de sombre. Son ventre est crème parfois marbré de noir sur la gorge.

## Étymologie
Son nom d'espèce, composé de angol[a] et du suffixe latin -ensis, « qui vit dans, qui habite », lui a été donné en référence au lieu de sa découverte, la ville de Duque de Bragança en Angola.

## Publication originale
- Bocage, 1866 : Reptiles nouveaux ou peu recueillis dans les possessions portugaises de l'Afrique occidentale, qui se trouvent au Muséum de Lisbonne. Jornal de sciencias mathematicas, physicas e naturaes, Lisboa, vol. 1, p. 57-78 (texte intégral).